# 沃爾夫島
沃爾夫島（西班牙語：Isla Wolf）是厄瓜多爾的島嶼，位於達爾文島以南34公里的太平洋海域，屬於加拉帕戈斯群島的一部分，長2.8公里、寬0.8公里，面積1.3平方公里，最高點海拔高度253米，島上無人居住。
1°23′10″N 91°49′11″W / 1.38611°N 91.81972°W

## 外部連結
- Satellite image of Wolf Island at Google （页面存档备份，存于）